# Рудько, Владимир Фёдорович
Владимир Фёдорович Рудько (18 марта 1919 – 2011) — советский хирург, доктор медицинских наук, профессор.

## Биография

Владимир Фёдорович с коллегами

Владимир Федорович Рудько родился в марте 1919 году в городе Москва.
В 1938 году он поступил в Московский стоматологический институт, который окончил с отличием в октябре 1941 года из-за начала Великой Отечественной войны. Сначала Владимир Фёдорович работал хирургом эвакогоспиталя. В мае 1942 года стал начальником отделения. В госпитале, где работал Владимир Фёдорович, консультировал профессор Александр Иванович Евдокимов. Он заметил Рудько и поспособствовал тому, чтобы Владимир Фёдорович продолжал обучение в Московском стоматологическом институте, которым тогда руководил Александр Иванович.
В 1944 году Рудько зачислили в аспирантуру. Он учился на кафедре хирургической стоматологии, которой также руководил Евдокимов. Под его руководством в 1951 году Рудько защитил диссертацию. В 1967 году защитил диссертацию на соискание ученой степени доктора наук под названием «Клиника и хирургическое лечение деформаций нижней челюсти». В дальнейшем Рудько связал профессиональную жизнь с кафедрой хирургической стоматологии. В 1947 году он работал ассистентом. В 1951 году Рудько работал доцентом кафедры, в 1964 году стал заведующим кафедры. В 1967 году Владимира Фёдоровича утвердили в звании профессора и возглавлял кафедру до 1990 года. Под руководством Рудько кафедра изучала диагностику и комплексное лечение больных с воспалительными заболеваниями, травмой челюстно-лицевой области, новообразованиями, болезнями пародонта, височно-нижнечелюстного сустава, слюнных желез. Важную область исследований включали темы обезболивание в стоматологии, а также комплексного лечения пациентов с врожденными и приобретенными дефектами и деформациями челюстно-лицевой области.
Профессор Рудько организовал и возглавил лабораторию по борьбе с болью. По итогам комплексной программы целевых исследований «Борьба с болью в стоматологии» в стоматологическую практику были внедрены новые методики местного и комбинированного обезболивания.
Рудько является автором 12 изобретений и свыше 150 научных публикаций. Под руководством Владимира Федоровича подготовлено и защищено более пятидесяти диссертаций, в том числе пять диссертация на соискание ученой степени доктора наук.
В 1957—1964 годах, а также в 1974—1988 годах он работал проректором ММСИ им. Н. А. Семашко по научной работе. В 1956—1967 годах был главным стоматологом Минздрава СССР. Рудько являлся председателем проблемной комиссии по стоматологии Министерства здравоохранения СССР, членом президиумов правлений Всесоюзного и Всероссийского научных обществ стоматологов, членом президиума Учёного медицинского совета, почётным членом Всероссийского общества стоматологов. Владимир Федорович внёс значительный вклад в развитие стоматологической науки, а за время работы на общественных должностях, приложил значительные усилия для совершенствования организации стоматологической помощи.
Около 40 лет Владимир Фёдорович сотрудничал с журналом «Стоматология». Сперва работал ответственным секретарем, далее заместителем редактора. На протяжении 15 лет возглавлял журнал. В 1974 году стал редактором раздела «Стоматология» Большой медицинской энциклопедии.

## Международная деятельность
Много лет Владимир Федорович Рудько работал за границей. В 1954—1955 годах работал начальником стоматологического отделения госпиталя СССР Красного Креста в Корейской Народно-Демократической Республике. В 1964—1965 годах в качестве директора выставки «Здравоохранение СССР», которая экспонировалась в нескольких городах в США Рудько представлял достижения отечественной медицины. В 1967 году на Всемирной выставке «Экспо-67», которая проводилась в Монреале Владимир Фёдорович возглавлял раздел «Здравоохранение» павильона СССР.
В 1967—1973 годах Рудько был руководителем отдела стоматологии штаб-квартиры Всемирной организации здравоохранения в Женеве. Тогда же он занимался стоматологической заболеваемостью, совершенствованием организации оказания плановой стоматологической помощи, развитием международных связей в сфере стоматологии.
Рудько Владимир Фёдорович был почётным членом Международной федерации стоматологов и стоматологических ассоциаций Болгарии, Франции, США, а также членом Международной почётной академии имени Пьера Фошара. Профессора Рудько наградили орденами Дружбы народов, Трудового Красного Знамени, «За большие заслуги перед стоматологией», а также восемью медалями.
Владимир Федорович до конца своей жизни работал на кафедре, вел дискуссии со студентами, ординаторами, молодыми врачами. Благодаря хорошему владению несколькими языками, Рудько помогал учёным оформить их научные сообщения и доклады для международных конференций, кроме того сам часто выступал с докладами.

## Сочинения
- Внеротовая фиксация отломков нижней челюсти при костной пластике, Стоматология, № 4, с. 44, 1948 (совместно с Евдокимовым А. И.)
- Восстановительная хирургия мягких тканей челюстно-лицевой области, в книге: Травмат. и восстановительная хирургия челюстно-лицевой области, под редакцией В. М. Мухина, с. 37, JI., 1959
- Состояние и задачи дальнейшего развития научно-исследовательской работы в области стоматологии в СССР, Труды 4-го Всесоюзного съезда стоматологов, стр. 19, М., 1964
- Клиника и хирургическое лечение деформаций нижней челюсти, дисс., М., 1967
- Терминология и классификация пародонтоза, Труды 6-го Всесоюзного съезда стоматологов, с. 23, М., 1976 (совм. с др.);
- Борьба с болью в хирургической стоматологии, Труды 7-го Всесоюзного съезда стоматологов, с. 100, М., 1981 (совм. с др.)
- Острые гнойные заболевания мягких тканей челюстно-лицевой области, стр. 35 (совм. с др.)